# Wheeler (Texas)
Wheeler is een plaats (city) in de Amerikaanse staat Texas, en valt bestuurlijk gezien onder Wheeler County.

## Demografie
Bij de volkstelling in 2000 werd het aantal inwoners vastgesteld op 1378.
In 2006 is het aantal inwoners door het United States Census Bureau geschat op 1234, een daling van 144 (-10,4%).

## Geografie
Volgens het United States Census Bureau beslaat de plaats een oppervlakte van
4,0 km², geheel bestaande uit land. Wheeler ligt op ongeveer 764 m boven zeeniveau.

## Plaatsen in de nabije omgeving
De onderstaande figuur toont nabijgelegen plaatsen in een straal van 40 km rond Wheeler.

## Geboren
- Alan Bean (1932-2018), astronaut